# Calathea grazielae
Calathea grazielae är en strimbladsväxtart som beskrevs av H.A.Kenn. och Marcelo. Calathea grazielae ingår i släktet Calathea och familjen strimbladsväxter. Inga underarter finns listade.